# 曽根松太郎

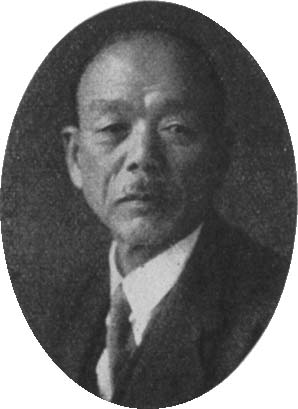
曽根 松太郎

曽根 松太郎（そね まつたろう、明治2年10月20日（1869年11月23日） - 昭和20年（1945年））は、日本の教育者。文化書房主。号は金僊。

## 経歴
伊予国宇和郡吉田（現在の愛媛県宇和島市）出身。小学校訓導、松山中学校教諭、郡視学を歴任。1901年（明治34年）、金港堂に入り、雑誌「教育界」編集主任となった。1911年（明治44年）に独立して明治教育社を設立するが、やがて廃業した。1919年（大正8年）より南北社で編集長となるが、1922年（大正11年）に文化書房を興して再び独立した。
その他、東洋美術協会理事、中央教育品協会理事、愛媛県同交会長、帝国教育会評議員・出版部長、同理事を務めた。

## 著作
- 『当世人物評』（金港堂、1902年）
- 『少年訓』（金港堂、1909年）